# This Is Barbara Mandrell
This Is Barbara Mandrell — пятый студийный альбом американской певицы Барбары Мандрелл, выпущенный 3 мая 1976 года на лейбле ABC Records. Это был первый релиз певицы на новом лейбле. Альбом смог достичь 26-го места в кантри-чарте США. Ведущий сингл «Standing Room Only» вошёл в первую пятёрку кантри-чарта, став одним из первых больших хитов певицы.

## Список композиций
| №  | Название                                   | Автор(ы)                        | Длительность |
| -- | ------------------------------------------ | ------------------------------- | ------------ |
| 1. | «That’s What Friends Are For»              | Эд Пенни, Роберт Шоу Парсонс    | 2:44         |
| 2. | «Standing Room Only»                       | Чарльз Сильвер, Сюзан Манчестер | 3:05         |
| 3. | «The Beginning of the End»                 | Кент Роббинс                    | 2:35         |
| 4. | «Husband Stealer»                          | Гэри Пэкстон, Гэри Пэкстон мл.  | 2:56         |
| 5. | «She Don't Have to Stop and Rock the Baby» | Дэнни Хайс, Руби Хайс           | 2:22         |
| 6. | «Love the Second Time Around»              | Джон Швирс                      | 2:54         |

| №  | Название                               | Автор(ы)             | Длительность |
| -- | -------------------------------------- | -------------------- | ------------ |
| 1. | «Love Is Thin Ice»                     | Джеффри Морган       | 2:50         |
| 2. | «Can’t Help But Wonder»                | Шэрон Сандерс        | 3:04         |
| 3. | «Will We Ever Make Love in Love Again» | Бад Рено, Сара Джонс | 2:45         |
| 4. | «Mental Revenge»                       | Мел Тиллис           | 3:01         |
| 5. | «Just in Case»                         | Хью Моффатт          | 2:46         |

## Участники записи
- Барбара Мандрелл — ведущий вокал
- Майк Лич, Стив Шаффер — бас-гитара
- Хейворд Бишоп, Ларри Лондин, Кенни Мэлоун — ударные
- Джим Бьюкенен, Джонни Гимбл, Томми Уильямс — скрипка
- Гарольд Брэдли, Джимми Кэппс, Стив Гибсон, Гленн Кинер, Грейди Мартин, Билли Сэнфорд, Джерри Шейк, Чип Янг — гитара
- Чарли Маккой — губная гармоника
- Дэвид Бриггс, Рон Оутс, Бобби Огдин, Харгус «Свинья» Роббинс — фортепиано
- Джон Хьюи, Хэл Рагг — слайд-гитара
- Джо Зинкан — контрабас
- Чарли Маккой, Фаррелл Моррис — вибрафон
- Леа Джейн Беринати, Джени Фрике, Герман Харпер, The Jordanaires, The Nashville Edition, Д. Берген Уайт — бэк-вокал
- Арчи Джордан — струнные аранжировки (1,3,5,6)

## Чарты
| Чарт (1976)                        | Высшая позиция |
| ---------------------------------- | -------------- |
| США (Billboard Top Country Albums) | 26             |